# Maren Hammerschmidt
Maren Hammerschmidt (Winterberg, 24 ottobre 1989) è una biatleta tedesca.

## Biografia
In Coppa del Mondo ha esordito il 16 marzo 2012 a Chanty-Mansijsk (34ª), ha ottenuto il primo podio il 29 novembre 2015 a Östersund (3ª nella staffetta mista individuale) e la prima vittoria l'11 dicembre 2016 a Pokljuka in staffetta.
Ha esordito ai Campionati mondiali a Oslo Holmenkollen 2016, dove ha vinto la medaglia di bronzo nella staffetta; l'anno dopo, ai Mondiali di Hochfilzen, ha vinto la medaglia d'oro nella medesima specialità. Ai XXIII Giochi olimpici invernali di Pyeongchang 2018, sua prima presenza olimpica, si è classificata 17ª nell'individuale.

## Palmarès

### Mondiali
- 2 medaglie:
  - 1 oro (staffetta[1] a Hochfilzen 2017)
  - 1 bronzo (staffetta[1] a Oslo Holmenkollen 2016)

### Mondiali juniores
- 2 medaglie:
  - 1 oro (sprint a Torsby 2010)
  - 1 bronzo (staffetta a Torsby 2010)

### Coppa del Mondo
- Miglior piazzamento in classifica generale: 16ª nel 2018
- 15 podi (2 individuali, 13 a squadre), oltre a quelli ottenuti in sede iridata e validi anche ai fini della Coppa del Mondo:
  - 5 vittorie (a squadre)
  - 7 secondi posti (2 individuali, 5 a squadre)
  - 3 terzi posti (a squadre)

#### Coppa del Mondo - vittorie
| Data             | Località             | Nazione       | Specialità                                                       |
| ---------------- | -------------------- | ------------- | ---------------------------------------------------------------- |
| 11 dicembre 2016 | Pokljuka             | Slovenia      | RL (con Vanessa Hinz, Franziska Hildebrand e Laura Dahlmeier)    |
| 12 gennaio 2017  | Ruhpolding           | Germania      | RL (con Vanessa Hinz, Franziska Preuß e Laura Dahlmeier)         |
| 22 gennaio 2017  | Anterselva           | Italia        | RL (con Vanessa Hinz, Franziska Hildebrand e Laura Dahlmeier)    |
| 5 marzo 2017     | Pyeongchang Alpensia | Corea del Sud | RL (con Nadine Horchler, Denise Herrmann e Franziska Hildebrand) |
| 10 dicembre 2017 | Hochfilzen           | Austria       | RL (con Vanessa Hinz, Franziska Hildebrand e Laura Dahlmeier)    |

Legenda:

RL = staffetta